# Francesco Zambrella
Francesco Zambrella (Anzio, 28 marzo 1984) è un preparatore atletico italiano di Taekwondo.

## Biografia
Nato nel 1984 ad Anzio, inizia a praticare Taekwondo all'età di sette anni. Ha una Laurea in Scienze Motorie e sportive conseguita presso l'Università degli Studi di Roma "Foro Italico".

## Carriera
Zambrella esordisce nel 2016 come preparatore atletico della nazionale juniores di taekwondo, che partecipa, in quell'anno, ai Campionati mondiali in Canada. 
Nel 2018 fonda una società di personal training e inizia a curare la preparazione atletica della nazionale seniores guidata dal direttore tecnico Claudio Nolano. Nello stesso anno, i giovani Gabriele Caulo e Assunta Cennamo conquistano due medaglie di bronzo nella terza edizione dei Giochi olimpici giovanili estivi, disputati a Buenos Aires. 
Nel 2019 arrivano le prime due medaglie d’oro, rispettivamente per Vito Dell’Aquila, ai Campionati europei di Bari, e per Simone Alessio, ai Campionati mondiali disputati alla Manchester Arena.
Ai giochi estivi di Tokyo 2020, Vito Dell’Aquila conquista una storica medaglia d’oro per l’Italia, ottenuta nel corso della giornata d’apertura.
Nel 2021, Roberto Botta e Simone Crescenzi centrano due medaglie di bronzo agli Europei di Sofia.